# Trachelas volutus
Trachelas volutus är en spindelart som beskrevs av Willis J. Gertsch 1935. Trachelas volutus ingår i släktet Trachelas och familjen flinkspindlar. Inga underarter finns listade i Catalogue of Life.